# Otis Finch
Otis „Candy“ Finch Jr. (* 1933; † 13. Juli 1982 in Seattle) war ein US-amerikanischer Jazzschlagzeuger.

## Leben
Otis Finch spielte unter anderem in den 1960er Jahren im Trio und Quartett mit Shirley Scott und in der Band von Stanley Turrentine bei dessen Aufnahmen für Blue Note, sowie mit John Patton, Grant Green und Bobby Hutcherson, Billy Mitchell und dem Trompeter Dave Burns. Mit Turrentines Formationen sind für 1962 und 1964 auf dem Label Blue Note Aufnahmen zusammen mit Blue Mitchell, Curtis Fuller, Herbie Hancock, dem Bassisten Herbie Lewis und Les McCann vorhanden. 1967 begleitete er Dizzy Gillespie auf dessen Impulse! Album Swing Low, Sweet Cadillac und trat in dessen „Reunion Big Band“ im November 1968 bei den Berliner Jazztagen auf. Er ist stilistisch ein moderner Swingschlagzeuger und war in den 1960er und 1970er Jahren aktiv.
Vermutlich war er der Sohn des Saxophonisten Otis Finch Sr., der in Detroit lebte und mit John Lee Hooker und den „Boogie Ramblers“ spielte.

## Diskografische Hinweise
- Dizzy Gillespie „Reunion Big Band“ – 20th & 30th Anniversary (MPS, 1968)
- Milt Jackson: At the Museum of Modern Art (Limelight, 1965)
- John Patton: Let them Roll (Blue Note Records, 1965)
- Shirley Scott: Legend of Acid Jazz (Prestige Records, 1961)
- Shirley Scott, Shirley Scott plays Horace Silver
- Shirley Scott with Stanley Turrentine, Bob Cranshaw and Otis Finch Live at the Front Room in Newark, ’64
- Shirley Scott: Queen of the Organ (Impulse!)
- Stanley Turrentine: The Best of Stanley Turrentine – The Blue Note Years (Blue Note, 1960–1984)